# Бондаренко, Андрей Александрович
Андрей Александрович Бондаренко (19 июня 1914 — 19 февраля 1963) — машинист врубовой машины шахты № 22 треста «Краснолучуголь» г. Красный Луч, Украинская ССР, Герой Социалистического Труда.

## Биография
Приехал в Донбасс в 1932 (1931) году из Черниговской области и поступил на шахту № 151 подручным слесаря. Окончил курсы механизаторов. Когда досконально изучил забойные механизмы, основы горного дела, руководители шахты перевели его помощником машиниста врубовой машины. А через год он уже самостоятельно работал на врубовке. Вскоре стал одним из лучших машинистов врубовой машины Красного Луча. На пласте «Хрустальский» Бондаренко довёл производительность врубовки до 11 тыс. тонн в месяц.
Участник Великой Отечественной войны. Защищал Донбасс. В 1943 году демобилизован и направлен на шахту № 22. После победы над Германией А. А. Бондаренко одерживает одну за другой победы на подземном угольном фронте шахты № 22. За два года и семь с половиной месяцев послевоенной пятилетки он выполнил семь годовых норм. Первым в комбинате «Донбассантрацит» добился высокой производительности на крутопадающих пластах. В 1946 году довел производительность врубовой машины до 11 тысяч тонн угля в месяц. По тем временам и нормам это было делом необычным. В 1950 году за месяц выполнял более двух норм.
В 1948 году А. А. Бондаренко первому в Красном Луче присвоено звание Героя Социалистического Труда. Депутат Ворошиловградского областного Совета (1950).

## Награды
1948 — Герой Социалистического Труда с вручением ордена Ленина и золотой медали «Серп и Молот» — указом Президиума Верховного Совета СССР от 28 августа 1948 года за выдающиеся успехи в деле увеличения добычи угля, восстановления и строительства угольных шахт и внедрение передовых методов работы, обеспечивающих значительный рост производительности труда.
Так же награждён медалями, удостоен звания «Почётный шахтёр».